# De grootinquisiteur van Sevilla

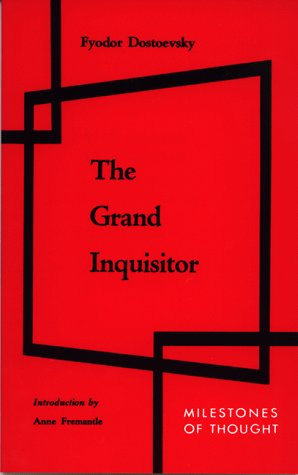

De grootinquisiteur van Sevilla (Russisch: Великий инквизитор, Veliki inkvisitor) (deel II, boek 5, hoofdstuk 5; II-5.5) is een bekend hoofdstuk uit het boek De gebroeders Karamazov van de Russische schrijver Fjodor Dostojevski uit 1879-1880. In een lange monoloog verdedigde de grootinquisiteur van Sevilla tegenover Jezus Christus het idee dat enkel de principes van de duivel leiden naar de universele eenwording van de mensheid: Geef de mens brood, beheers zijn geweten en heers over de wereld. Jezus beperkte zich tot een kleine groep van uitverkorenen; de katholieke kerk echter heeft zijn werk verbeterd en richt zich al eeuwen tot alle mensen. De kerk heerst over de wereld in naam van God, maar met de principes van de duivel. Jezus maakte de fout om een te hoge dunk van de mens te hebben.

## Ivan Karamazov
Dit geschrift van het personage Ivan Karamazov staat niet los van zijn andere theologische artikels en uitspraken. Zijn complexe persoonlijkheid was verscheurd door innerlijke tegenstellingen, een paradoxenjager die heen en weer geslingerd werd tussen zekerheid en twijfel, geloof en ongeloof, vergeving en vergelding, deugd en ondeugd. De atheïst Ivan Karamazov geloofde niet in God, maar nam het bestaan van God wel aan. Hij publiceerde theologische artikeltjes zonder zelf in zijn ideeën te geloven. De staat moest kerk worden; de mens moest zich verheffen tot god.
De grootinquisiteur van Sevilla vormde een van de vijf stappen in de ontmaskering van Ivan Karamazov.

## Reactie op het boekBeginselen van het kerkelijk-maatschappelijk recht
Een geestelijke had een boek geschreven over het kerkelijk recht, Beginselen van het kerkelijk-maatschappelijk recht, waarin hij stelde dat de kerk geen rijk van deze wereld was en beter een eigen positie zou innemen binnen de staat. Ivan Karamazov had in een dagbladartikel stevig gereageerd tegen deze stelling. Volgens hem moest de kerk juist wel een rijk van deze wereld worden. De kerk heeft een heilige en onveranderlijke voorbestemming: de wedergeboorte, opstanding en redding van de mens. Het hoofddoel van de verdere ontwikkeling van de christelijke maatschappij is dat de kerk de gehele staat dient te omvatten. Ieder aards rijk dient zich op den duur volledig om te vormen tot een kerk. De staat moet kerk worden op de ganse aarde, de staat stijgt op tot de status van kerk. De staat wordt daardoor alleen maar van de heidense weg op de juiste en waarachtige weg gebracht. Ivan wees de scheiding van kerk en staat volkomen af. Deze versmelting zal er steeds zijn, een compromis tussen kerk en staat is onmogelijk. De orthodoxe monniken waren enthousiast over het artikel van Ivan Karamazov, maar begrepen niet wat hij echt bedoelde.

## Verklaringen aan een damesgezelschap
Tijdens hetzelfde onderhoud werd de atheïst Pjotr Mioesov, voogd van Dmitri Karamazov, kwaad op Ivan en onthulde wat hij vijf dagen geleden in een voornamelijk uit dames bestaand gezelschap plechtig verklaard had. Er bestaat geen natuurwet dat de mensen elkaar zouden moeten liefhebben. Als er liefde bestaat, komt dat enkel en alleen omdat de mens in God gelooft. Als de mens niet meer in God gelooft, verschrompelt de liefde en iedere vitale kracht in de mens. Dan vervalt de zedenwet in het tegendeel. Zonder onsterfelijkheid geen deugd. Starets Zosima had toen al door dat Ivan zelf niet geloofde in de onsterfelijkheid van zijn ziel en de inhoud van zijn dagbladartikel.

## Verklaringen aan zijn broer Aljosja
Ivan verklaarde later aan zijn broer Aljosja: Ik heb nooit kunnen begrijpen hoe je je naasten kunt liefhebben. Juist je naasten kun je onmogelijk liefhebben. Hij was de man van uitspraken als Het ene ongedierte vreet het andere op en Alles is geoorloofd. Binnen een paar minuten verstond hij de kunst om te zeggen: Er zijn geen schuldigen. Ik zal me er nooit bij kunnen neerleggen. Ik heb vergelding nodig. Wat maal ik om vergelding? Ik wil vergeven en mijn schuldenaren omhelzen. Zij mag hem niet vergeven! Vergeving en vergelding kriskras door elkaar, van het ene uiterste in het andere.

## De grootinquisiteur van Sevilla
Ivan Karamazov had de inhoud van een gedicht bedacht en Aljosja was de eerste die het mocht horen. Zijn gedicht speelde zich af in het Sevilla van de zestiende eeuw, in die allerontzettendste tijd van de Spaanse Inquisitie toen tot meerdere ere Gods dag in dag uit de brandstapels oplaaiden. Nog maar net de dag te voren was in een 'autodafe vol pracht en praal' in de aanwezigheid van de koning, de adel, de ridderschap, kardinalen en de bekoorlijke hofdames en ten overstaan van het dichtbevolkte Sevilla door de kardinaal-grootinquisiteur bijna een honderdtal ketters verbrand ad majorem Dei gloriam.

### De grootinquisiteur laat Jezus gevangennemen
Jezus Christus verschijnt ten tonele om voor een enkel ogenblik zijn volk te bezoeken. Het volk omstuwt hem in een steeds grotere menigte. In de kathedraal van Sevilla wordt het lijkkistje van het zevenjarig enig dochtertje van een aanzienlijke inwoner binnengedragen. Op het moment dat Jezus het kind tot leven wekt, passeert de grootinquisiteur de kathedraal. Het is een rijzige grijsaard van bijna negentig jaar. Hij heeft alles gezien en beveelt zijn wacht die man te grijpen. De garde brengt de gevangene naar een duistere cel in de kelders van het Heilige Gerechtshof en sluit hem daarin op. De oude inquisiteur betreedt de gevangenis en spreekt Jezus aan. 'Ik' staat voor de grootinquisiteur, 'u' voor Jezus, 'hem' voor de duivel, 'wij' voor de kerk en 'zij' voor de mensen. Maar u hebt het recht niet om nog iets toe te voegen aan uw woorden van vroeger. Waarom bent u ons komen hinderen? Waarom bent u ons voor de voeten komen lopen? Morgen zal ik u tot de brandstapel veroordelen en laten verbranden als de ergste ketter.

### De behoefte aan universele eenwording
'Voor wie moeten wij knielen?' De mens gaat met de grootst mogelijke spoed op zoek naar iets waarvoor hij zich op de knieën kan werpen. Er moet iets gevonden worden waarin allen kunnen geloven en waarvoor allen bereid zijn neer te knielen, maar dan ook beslist allemaal tegelijk. Deze behoefte aan gemeenschappelijke adoratie is dan ook de primordiale kwelling van de eenling en van de mensheid als totaliteit sedert het begin der tijden. Hoe kunnen zij eindelijk één grote eendrachtige mierenhoop vormen? De mensheid in haar totaliteit heeft er altijd naar gestreefd om zich over de hele wereld aaneen te sluiten. De behoefte aan universele eenwording is een kwellende vraag van de mensen.

### De duivel stelt Jezus op de proef met drie vragen
De grootinquisiteur verwijst naar een passage uit het evangelie. Nadat Jezus Christus zich had laten dopen door Johannes de Doper, werd hij door de Geest naar de woestijn gebracht om door de duivel op de proef gesteld te worden. Jezus werd onderworpen aan drie verzoekingen.
De geduchte en verstandige geest, de demon van zelfvernietiging en het niets, die grote geest heeft in de woestijn met u gesproken. Kan men iets van hogere waarheid te berde brengen dan wat hij u te kennen gaf in die drie vragen. Evenaart iets de kracht en diepte van de drie vragen die toen door die machtige en wijze geest in de woestijn aan u werden voorgelegd? In die drie vragen wordt de hele verdere geschiedenis van de mensheid voorspeld. Oordeel zelf wie gelijk had: u of degene die u destijds die vragen heeft voorgelegd?

### Geef de mens brood
Eerste verzoeking: Na veertig dagen en veertig nachten vasten kreeg Jezus ten slotte honger. De beproever kwam naar Hem toe en zei: 'Als U de Zoon van God bent, zeg dan dat deze stenen brood worden.' Hij antwoordde: 'Er staat geschreven: De mens zal niet leven van brood alleen, maar van ieder woord dat uit de mond van God komt.'
Voedt ons, want zij die ons het vuur van de hemelen hebben beloofd, hebben het ons niet gegeven.' Zonder onze hulp zullen ze nooit in staat zijn zichzelf te voeden! 'Maak ons desnoods tot slaaf, maar geef ons te eten.' Geef de mens brood en hij zal u aanbidden. Het enige absolute middel om hen te dwingen voor u neer te knielen, hebt u verworpen, en dat was het aardse brood dat u van de hand wees.'

### Beheers zijn geweten
Tweede verzoeking: Toen nam de duivel Jezus mee naar de heilige stad, zette Hem op de rand van de tempel, en zei: 'Als U de Zoon van God bent, spring dan naar beneden. Want er staat geschreven: Zijn engelen zal Hij bevelen U op hun handen te dragen, zodat U aan geen steen uw voet zult stoten.' Jezus zei hem: 'Er staat ook geschreven: U zult de Heer uw God niet op de proef stellen.'
U hebt zich niet naar beneden geworpen. O, u begreep destijds best dat u door ook maar één voet te verzetten op dat moment meteen de Heer verzocht zou hebben en al uw geloof in hem zou hebben verloren. Dan zou u te pletter zijn geslagen tegen diezelfde aarde die u wilde redden. U komt met een vage belofte van vrijheid. Niets is ooit voor de mens en de menselijke samenleving zo onverdraaglijk geweest als juist de vrijheid! De mens zoekt met de meeste spoed degene aan wie hij die gave van de vrijheid kan overdragen. Zelfs de dood is de mens verkieslijker dan de vrije keuze in het onderscheiden tussen goed en kwaad. Er is niets verlokkender, maar ook niets kwellender voor de mens dan zijn gewetensvrijheid. Ze kunnen nooit vrij zijn, omdat zij zwak zijn. Verdorven zijn zij en opstandig, maar uiteindelijk zullen zij zich onderwerpen.
Vijftien eeuwen hebben we geworsteld met het probleem van die vrijheid, maar dat is nu voorbij, voorgoed voorbij. Die mensen zijn er volkomen van overtuigd dat zij volledig vrij zijn en ondertussen zijn ze zelf eerbiedig hun vrijheid aan onze voeten komen leggen. De mens is in aanleg een opstandeling; kunnen opstandelingen soms gelukkig zijn? Ze hebben u gewaarschuwd, maar u heeft op die raadgevingen geen acht willen slaan. Toen u de aarde verliet, heeft u gelukkig ons de zaak in handen gegeven. Er zijn drie krachten, de enige drie krachten op aarde die in staat zijn het geweten van deze zwakke rebellen tot hun eigen geluk te overwinnen en in de boeien te slaan en dat zijn: het wonder, het mysterie en de autoriteit. U heeft ze stuk voor stuk verworpen. De mens vraagt niet zozeer om God als wel om het wonder. En aangezien de mens het zonder wonderen niet stellen kan, zal hij zijn eigen wonderen wel creëren. U dorstte naar geloof in vrijheid, niet naar op wonderen gebaseerd geloof. Wij hadden het recht een mysterie te prediken en hen te onderwijzen dat de vrije beslissing van hun hart en hun liefde geen rol spelen, maar dat het om een mysterie gaat waaraan zij zich blindelings moeten overgeven. Wij hebben uw heldendaad geretoucheerd en gefundeerd op wonder, mysterie en autoriteit. En de mensen waren verheugd omdat zij weer als een kudde werden geleid en eindelijk de zo verschrikkelijke gave die hun zoveel miserie bezorgde uit hun hart werd weggenomen.

### Heers over de wereld
Derde verzoeking: Weer nam de duivel Jezus mee, nu naar een zeer hoge berg. Hij liet Hem alle koninkrijken van de wereld zien met al hun pracht, en zei: 'Dit alles zal ik U geven, als U voor mij in aanbidding neervalt.' Toen zei Jezus hem: 'Ga weg, satan. Want er staat geschreven: De Heer uw God zult u aanbidden en Hem alleen dienen.' Toen liet de duivel Hem met rust, en er kwamen engelen om Hem van dienst te zijn.
Wordt u maar niet boos, ik wil uw liefde niet, omdat ik u zelf niet liefheb. Luister dan: wij zijn niet met u, maar met hem, ziedaar ons geheim! Wij zijn allang niet meer met u, maar met hem, al acht eeuwen. Precies acht eeuwen geleden hebben wij van hem aangenomen wat u met verontwaardiging verwierp: wij accepteerden Rome van hem en het zwaard des keizers en hebben ons als aardse keizers beschouwd en als de enige ware keizers. Eenmaal zullen we de onbetwiste machthebbers zijn. Waarom hebt u ook die laatste gave afgewezen? Wie immers zal over de wereld heersen behalve diegenen die het menselijk geweten beheersen en in wier handen zich hun brood bevindt? We hebben dan ook het zwaard van de keizer genomen en daarna hebben we u natuurlijk verloochend en zijn we hem gevolgd.
Zij zullen bewonderd naar ons opzien en ons als goden beschouwen, omdat wij de leiding hebben genomen en er in hebben toegestemd de last van hun vrijheid te dragen en over hen te heersen. Maar wij zullen zeggen dat we aan u gehoorzaam zijn en in uw naam heersen. Wij zullen hen wederom bedriegen, want u zullen we voortaan uit ons midden weren.

### U hebt uitverkorenen, wij hebben alle mensen
Maar nogmaals, zijn er velen zoals u? En bent u dan werkelijk alleen maar tot en voor de uitverkorenen gekomen? U verheft u op uw uitverkorenen, maar die uitverkorenen zijn dan ook uw enige bezit. Indien in naam van het hemelse brood duizenden en tienduizenden met u zullen gaan, wat moet er dan worden van de duizenden miljoenen andere menselijke wezens? Maar wij zullen alle mensen tot rust brengen. In ons rijk zullen allen gelukkig zijn en ophouden te rebelleren. Wij zullen hen het kalme en nederige geluk verschaffen dat past bij de zwakke schepselen. Wij zullen hen ervan overtuigen dat zij zich niet moeten verhovaardigen, want u hebt hen opgeheven en daarmee onderwezen in hovaardigheid. Wij zullen hen bewijzen dat er geen zoeter geluk is dan dat van een kind. Zij zullen schuchter naar ons opzien en zich in angst tegen ons aandrukken als kuikentjes tegen de kloekhen. Zij zullen zich over ons verwonderen en ontzag voor ons hebben en trots zijn op ons omdat wij zo machtig en wijs zijn dat wij die hele miljoenkoppige woelige kudde konden temmen. Zij zullen sidderen voor onze toorn, maar op een enkel gebaar onzerzijds zullen zij weer vrolijk zijn. Zeker, we zullen hen dwingen te werken. O, we zullen hun tevens toestaan te zondigen, want zij zijn nu eenmaal zwak en krachteloos. Iedere zonde wordt hen kwijtgescholden, als zij maar met onze toestemming bedreven wordt. Ze zullen ons adoreren als hun weldoeners. En zij zullen geen enkel geheim voor ons hebben. Al naar het uitkomt zullen wij hen toestaan te leven met hun vrouwen of minnaressen, al dan niet kinderen te krijgen, waarbij hun eigen volgzaamheid de doorslag zal geven. Wij zullen alle beslissingen nemen. Daardoor zijn ze verlost van de grote zorg en de vreselijke kwelling van de vrije beslissing. En al die miljoenen schepselen zullen gelukkig zijn, behalve de honderdduizenden die over hen zullen heersen. Want alleen wij, de behoeders van het mysterie, zullen ongelukkig zijn. De wereld zal bestaan uit duizenden miljoenen kinderen en honderdduizend lijdenden die de vervloekte kennis van goed en kwaad op zich genomen hebben. Zij zullen vreedzaam sterven en aan gene zijde van het graf niet anders dan de dood vinden. Maar wij zullen het geheim bewaren en hen voor hun eigen geluk misleiden met een eeuwige hemelse beloning. Wij die voor hun geluk ons met hun zonden hebben beladen.

### Wij hebben uw werk verbeterd
Ook ik maakte mij op om toe te treden tot het tal uwer uitverkorenen, 144000 in getal, van de machtigen en sterken. Maar ik kwam tot bezinning en wilde mijn diensten niet aan de verdwazing lenen. Ik ben op mijn schreden teruggekeerd en heb me gevoegd bij de schare die uw werk verbeterd heeft. Ik ben van de trotsen weggegaan en teruggekeerd naar de nederigen om te werken voor hùn geluk. Morgen zult u die onderworpen kudde zien die op mijn eerste gebaar zich zal spoeden om vurige kolen op uw brandstapel te stapelen waarop ik u zal laten verbranden omdat u ons voor de voeten bent komen lopen. Want als er iemand is die onze brandstapel heeft verdiend, dan bent u het wel.hoe kan het toch zijn , dat zo velen onschuldigen, in naam van de Heer, zijn omgekomen?

### U had een te hoge dunk van de mens
U had een te hoge dunk van de mens, want ook al zijn het rebellen, toch zijn zij natuurlijk maar slaven. Kijk rond en oordeel zelf; er zijn nu al vijftien eeuwen verlopen: wie heeft zich tot u opgeheven? Ik bezweer u dat de mens zwakker en minderwaardiger is dan u aannam. Kan hij soms hetzelfde presteren als u, kan hij dat? Als u hem minder hoog had aangeslagen zou u ook minder van hem gevergd hebben en dat zou de liefde meer benaderd hebben, want de last zou dan niet zo zwaar geweest zijn. De mens is zwak en gemeen. Het zijn kinderen die de klas op stelten zetten en de meester de deur uitjagen. Maar aan de triomfantelijke stemming van de kindertjes komt eens een einde en dan zullen ze er zwaar voor moeten boeten. De domme kinderen zullen erachter komen dat zij toch maar zwakke rebellen zijn die hun opstand niet kunnen volhouden. Hebben wij de mensheid soms niet liefgehad, wij die van haar onmacht zo nederig bewust waren en haar zwakke natuur zelfs de zonde toestonden.

### Jezus zegt geen woord
Als de inquisiteur uitgesproken is, wacht hij enige tijd op wat de gevangene hem zal antwoorden. Zijn zwijgen valt hem zwaar. De opgeslotene heeft hem al die tijd rustig en aandachtig aangehoord en hem daarbij recht in de ogen gekeken. Opeens komt de gevangene op de grijsaard toe en kust de negentigjarige rustig op de bloedeloze mond. En dat is al wat hij te antwoorden heeft. De oude man huivert, opent de deur en zegt tegen de gevangene: Ga heen en kom niet meer terug… kom beslist niet terug… nooit, nooit meer! De gekerkerde verdwijnt.

### Ivan besprak zijn werk
Ivan werd steeds meer meegesleept door zijn eigen vuur. Er verscheen een glimlach op zijn lippen. Op zijn oude dag komt de grootinquisiteur tot de klare overtuiging dat slechts de raadgevingen van de grote en geduchte demon enige dragelijke orde konden scheppen onder die stumperige opstandelingen. Eenmaal tot die overtuiging gekomen ziet hij in dat hij te werk moet gaan volgens de aanwijzingen van die wijze geest, de demon van dood en vernietiging en daarom leugen en bedrog moet accepteren en de mensen welbewust naar dood en vernietiging drijven en hun bovendien gedurende de hele reis misleiden zodat ze er niet achter zullen komen waarheen ze gedreven worden. Dan zouden die blinde stumperds zich althans gedurende de reis gelukkig wanen. En let wel, het geldt hier een leugen in naam van hem in wiens ideaal de oude man zijn hele leven lang hartstochtelijk geloofd heeft! Eén zo'n figuur aan het hoofd is voldoende om ten slotte de leidende idee van het ganse Roomse streven met al haar legers en jezuïeten aan het licht te brengen. Ik geloof zo vast als een huis dat een dergelijke unieke figuur nooit ontbroken heeft in de hoogste leiding van dat streven. Ik heb zo'n idee dat ook aan de vrijmetselarij een dergelijk geheim ten grondslag ligt en dat de katholieken daarom zo op de vrijmetselaars gebeten zijn, omdat ze concurrenten in hen zien en bang zijn dat de eenheid van de idee uiteen zal vallen terwijl er maar één kudde en één herder mag zijn.

## De geologische omwenteling
Later verscheen de duivel in een visioen aan Ivan Karamazov. Hij was een geest die zweefde in het heelal en reïncarneerde in een gedaante. De duivel kwam als een Russische gentleman met een kortgeknipt puntbaardje. Hij vertoefde in de hogere kringen, was fatsoenlijk, maar ook verarmd, een soort tafelschuimer met goede manieren. Ik ben gedoemd tot de negatie. Ze hebben me gewoon als zondebok uitgekozen en me gedwongen de kritische rubriek te verzorgen. Zonder mij zou er niets te beleven zijn. Lijden is leven. Wat voor genoegen zouden ze kennen zonder lijden? Ik doe mijn plicht met gepantserd hart: duizenden ten verderve voeren, opdat één enkeling gered worde. Hoeveel zielen heb ik bijvoorbeeld niet in het verderf moeten storten en hoeveel reputaties heb ik niet moeten bezwadderen om er die ene rechtvaardige Job uit over te houden.
De duivel confronteerde Ivan Karamazov met zijn eigen geschrift De geologische omwenteling. Daar zijn nieuwe mensen! Ze zijn van plan om alles te vernietigen en een nieuw begin te maken met menseneterij. Stommelingen, ze hebben mij er niet eens in gekend! Volgens mij hoef je niets te verwoesten, of het moest de godsidee van het mensdom zijn, want dat is het punt waar je beginnen moet! Als de mensen stuk voor stuk God verworpen zullen hebben (en ik geloof dat er zo'n tijd gaat komen, net zo goed als de geologische tijden elkaar afwisselen), dan zal automatisch de hele vroegere wereldbeschouwing in elkaar storten, evenals de daarbij behorende moraal en dan zal er iets volkomen nieuws komen, en dat zonder menseneterij. De mensen zullen zich verenigen om alles te genieten wat het leven te bieden heeft, maar uitsluitend voor het geluk en de vreugde van de wereld waarin ze leven. In de geest zal de mens zich verheffen tot een goddelijke, titanische rots en de mens-god zal verschijnen. Zo dacht mijn jeugdige denker. De nieuwe mens, de mens-god, mag luchthartig heenspringen over alle morele belemmeringen van de vroegere slaaf-mens, als dat zo uitkomt. Voor een god bestaan er geen wetten!
Ivan sprak met Aljosja over zijn visioen: De duivel is oliedom, maar daardoor lukt het hem juist. Hij is sluw, dierlijk sluw, hij wist hoe hij me op stang kon jagen. Geweten! Wat is dat nu weer geweten! Zodra we die gewoonte opgeven zijn we goden.

## Vertalingen
Dit onderwerp wordt behandeld in De gebroeders Karamazov.